# دونگه دراگوویه
دونگه دراگوویه (به صربی: Donje Dragovlje) یک منطقهٔ مسکونی در صربستان است که در Gadžin Han واقع شده‌است.